# Heinrich von Pirnbrunn
Heinrich von Pirnbrunn († 29. Juli 1343) war ein Salzburger Erzbischof im 14. Jahrhundert.

## Leben
Als Nachfolger fast auf den Tag genau 26 Jahre nach seinem Vorgänger wurde Anfang April 1338 Heinrich von Pirnbrunn gewählt. Er war der letzte Vertreter des bayrischen Adels, den Salzburg durch freie Wahl erhalten hatte. Heinrich war ein sehr gebildeter Mann. Vor seiner Wahl war er angeblich Scholastikus. Heinrich erließ in seiner kurzen Amtszeit 1339 für Friesach das Stadtrecht und 1342 eine Bergwerksordnung für Gastein und Rauris. Ein fragwürdiger Glaubenseifer führte 1340 zur ersten urkundlich bestätigten „Ketzer“-Verbrennung in Salzburg nach einem Kirchenfrevel eines offensichtlich geistesgestörten Dompriesters. Heinrich starb am 29. Juli 1343. Wegen der kurzen Amtszeit waren die bei jedem Regierungswechsel fällige Abgaben an die Kurie für Salzburg ein schwerer finanzieller Verlust.
In seiner Bergwerksordnung von Gastein spricht Erzbischof Heinrich erstmals in der Geschichte vom „Land Salzburg“. 
Bischof Heinrich von Pirnbrunn wurde im Salzburger Dom vor dem St. Nikolaus-Altar beigesetzt.